# Rocky, Łoś Superktoś i przyjaciele
Rocky, Łoś Superktoś i przyjaciele (ang. The Rocky & Bullwinkle Show, znany również jako Rocky & His Friends przez pierwsze dwa sezony, a także jako The Bullwinkle Show dla pozostałych sezonów, 1959-1964) – amerykański serial animowany stworzony przez Jaya Warda, Alexa Andersona i Billa Scotta oraz wyprodukowany przez Jay Ward Productions i Producers Associates of Television, Inc.
Premiera serialu miała miejsce w Stanach Zjednoczonych 19 listopada 1959 roku na amerykańskim kanale ABC. Ostatni odcinek serialu został pokazany 27 czerwca 1964 na antenie NBC. W Polsce serial nadawany był na kanale RTL 7.

## Fabuła
Serial opowiada o losach dwóch przyjaciół – wiewiórki Rocky’ego oraz łosia Superktosia, którzy są wplątani w konflikt ze szpiegami Borisem Badenovem i Nataszą Fatale. Oprócz przygód Rocky’ego i Łosia Superktosia w serialu występują inni bohaterowie kreskówki jak np. pies Peabody i pan Sherman, Dudley Do-Right i wielu innych.

## Wersja polska
- Wersja polska: RTL 7
- Czytał: Mariusz Siudziński

## Obsada
- Bill Scott –
  - Łoś Superktoś,
  - Dudley Do-Right,
  - pies Peabody
- June Foray –
  - Rocky,
  - Natasza Fatale,
- Paul Frees –
  - Boris Badenov,
  - Kapitan Peter Peachfuzz
- Walter Tetley – pan Sherman
- Daws Butler – Aesop Junior
- Charlie Ruggles – Aesop

i inni